# Eria truncicola
Eria truncicola är en orkidéart som beskrevs av Rudolf Schlechter. Eria truncicola ingår i släktet Eria och familjen orkidéer. Inga underarter finns listade i Catalogue of Life.